# Амара
Амара (на румънски: Amara) е град и курорт в окръг Яломица, Румъния. Намира се в Бъръганската равнина, на бреговете на езеро Амара, на няколко километра от административния център на окръга град Слобозия. Населението на града е 7345 души (по данни от преброяването от 2011 г.).